# Sandra B.
Sandra B. é uma actriz portuguesa, conhecida pela sua participação na série Malucos do Riso.
Em 2010, com 46 anos, a actriz posou para a Playboy Portugal.

## Televisão
- 1997 - Terra Mãe
- 1998 - Médico de Família
- 1998 - Os Lobos
- 1999 - Malucos do Riso
- 2001 - Olhos de Água
- 2001 - A Senhora das Águas
- 2002 - O Último Beijo (telenovela)
- 2002 - Tudo Por Amor
- 2002 - O Olhar da Serpente
- 2003 - Ana e os Sete
- 2004 - Maré Alta
- 2004 - Inspector Max
- 2006 - Morangos com Açúcar
- 2008 - A Outra
- 2008 - Pai à Força
- 2010 - Laços de Sangue
- 2014 - Ah Pois! Tá Bem
- 2015 - Jardins Proibidos
- 2020 - O Clube

## Cinema
- 1998 - Tráfico de João Botelho
- 2000 - O Segredo de Leandro Ferreira
- 2001 - Teorema de Pitágoras de Gonçalo Galvão Teles
- 2011 - O Par Ideal de Gonçalo Mourão
- 2018 - Bad Investigate de Luis Ismael